# Петриненко Діана Гнатівна
Діа́на Гна́тівна Паливода, у шлюбі Петрине́нко (8 лютого 1930, Білоусівка поблизу Драбова, Черкащина — 17 листопада 2018) — українська оперна співачка (сопрано) та викладачка музики. Народна артистка СРСР (1975). Лауреатка Державної премії України імені Т. Г. Шевченка (1972). Лауреатка Всесвітнього фестивалю молоді та студентів у Відні (1959).

## Життєпис
Народилася 8 лютого 1930 року в селі Білоусівці (тепер Драбівського району Черкаської області). Брат Іван (1924—2004) — український співак і педагог. Закінчила Київське музичне училище та Київську консерваторію (1955), клас професора М. Єгоричевої.
Була одружена з українським журналістом і музикантом Гаринальдом Петриненком. Син, Тарас Петриненко — український музикант, співак, композитор, поет.
В останні роки життя перенесла інсульт, була прикута до ліжка. Померла 17 листопада 2018 року на 89-му році життя. Міністерство культури України висловило співчуття з приводу смерті видатної співачки. Похована 20 листопада 2018 року на центральній алеї Байкового кладовища (ділянка 42а) (50°25′17.09″ пн. ш. 30°30′28.13″ сх. д. / 50.4214139° пн. ш. 30.5078139° сх. д.).

## Творчість

Могила Діани Петриненко, Байкове кладовище

В 1958—1961 роках — аспірантка Київської консерваторії. У 1955—1958 — солістка (сопрано) Державної хорової капели «Думка», в 1962—1988 роках — солістка Київської філармонії. Професор з 1991 року. Гастролювала у США, Канаді, Італії, Франції, Японії, Угорщині, Фінляндії, Югославії.
Серед учнів — Людмила Монастирська, В'ячеслав Базир, Н. Мойсеєва, Алла Пригара, М. Тищенко, Єлизавета Ліпітюк, К. Швидка, В. Іванченко, С. Шуст.
У концертних програмах Діани Петриненко — вокальні твори М. Лисенка, Д. Січинського, Я. Степового, К. Стеценка, С. Рахманінова, М. Глінки, В. А. Моцарта, Й. Гайдна, Л. Бетховена. Дж. Верді, О. Білаша, Г. Майбороди, Ю. Мейтуса.
Виконувала партії сопрано в 9-й симфонії Л. Бетховена, ораторії «Пори року» Й. Гайдна, «Реквіємі» В. А. Моцарта, кантаті «Радуйся, ниво неполитая» М. Лисенка, виконувала українські та російські народні пісні, арії з опер. З особливою виразністю співала українські народні пісні та романси українських композиторів.
Записала на грамплатівки такі українські народні пісні, як «Глибока кирниця», «Ой лугом іду, голосок веду», «Чотири воли пасу», «Чи я вплила», «Ой піду я до млина» та ін., а також романси Лисенка («Садок вишневий коло хати»), Заремби («Не тополю високую», «Утоптала стежечку»), Ревуцького, арії з опер українських композиторів.

## Відзнаки
- Народна артистка УРСР (1970)[5]
- Державна Премія УРСР імені Тараса Шевченка (1972)
- Народна артистка СРСР (1975)
- Орден княгині Ольги III ступеня[6]

## Кінострічки
- 1983 — ВЕЧІРНЯ ПІСНЯ, Укртелефільм, Фільм-концерт за участі Діани Петриненко.

## Пам'ять
- В Черкасах існує провулок Діани Петриненко.